# 156년

## 연호
- 후한(後漢) 영수(永壽) 2년

## 기년
- 후한(後漢) 환제(桓帝) 10년
- 신라(新羅) 아달라 이사금(阿達羅泥師今) 3년
- 고구려(高句麗) 차대왕(次大王) 11년
- 백제(百濟) 개루왕(蓋婁王) 29년

## 사건
- 음력 4월, 신라는 계립령(鷄立嶺)의 길을 열었다.
- 선비,북흉노를 격파하고 몽골 고원 통일

## 탄생
- 중국 후한(後漢) 말의 군웅이자 손오(孫吳)의 창시자 손견(孫堅)
- 손권의 모사이자 오나라의 문신 장소
- 위나라의 동소
- 후한의 황제 영제
- 손견과 손책의 장수 주치
- 후한 말의 군벌 유요

## 참고 문헌
- 김부식 (1145), 《삼국사기》 〈권2〉 아달라 이사금 조(條)